# FG Sagittae
Désignations
FG Sagittae est une étoile supergéante de la constellation de la Flèche, située à une distance d’environ 4 500 années-lumière (intervalle de confiance : 1,229 - 1,534 kpc). Elle a été identifiée pour la première fois comme étoile variable en 1943, et des observations ultérieures l’ont classée en étoile chaude et bleue de type spectral B en 1955. Depuis lors, elle s'est agrandie et refroidie, devenant une étoile jaune de type G en 1991, puis s'est encore refroidie pour devenir une étoile orange de type K. Elle est devenue une étoile pulsante de type A avec une période de 15 jours. Cette période est ensuite passée à plus de 100 jours.
Depuis 1992, l'étoile se comporte de façon similaire à une variable de type R Coronae Borealis ; ce comportement est accentué par une déficience en hydrogène typique de cette classe d'étoiles. Il a été proposé que cette étoile ait subi une impulsion thermique tardive (LTP) due à une fusion d'hélium après avoir quitté la branche asymptotique des géantes (AGB) pour se déplacer vers l'extrémité la plus chaude du « trajet de refroidissement de la naine blanche ». On pense que cette impulsion thermique a ravivé cette étoile âgée pour qu'elle se comporte à nouveau, pendant une courte période, comme une étoile AGB.

## Observations

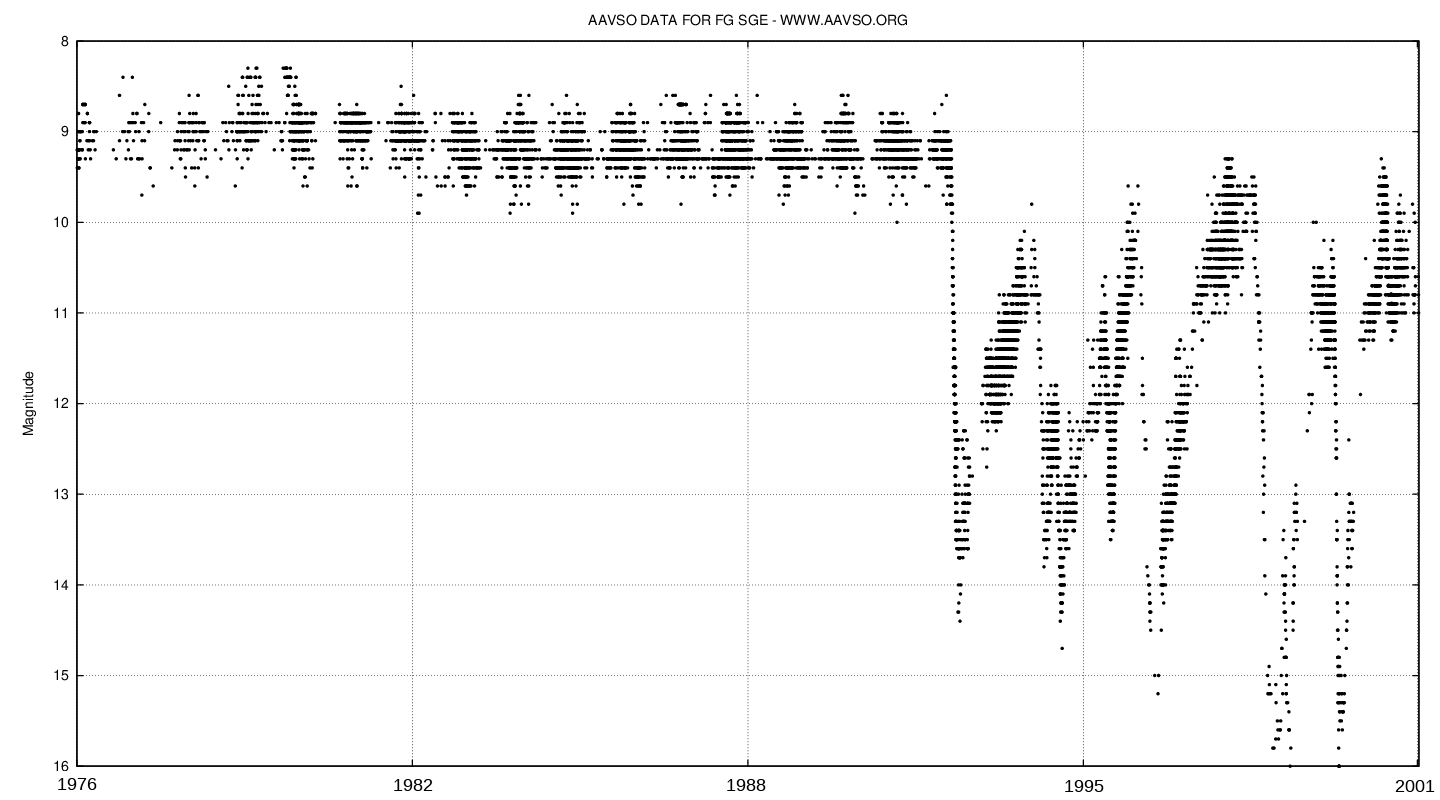
Courbe de lumière montrant l'apparition de minima profonds de type R Coronae Borealis en 1992

En 1943, une étoile désignée AN 377.1943 a été découverte comme étant une variable jusque-là inconnue. Elle a été désignée CSV 5066 comme variable suspectée, puis FG Sagittae lorsque sa variabilité a été confirmée. À l'époque, ses variations étaient décrites comme étant irrégulières, mais les observations montrèrent que sa luminosité moyenne augmentait régulièrement, sa brillance augmentant d'environ deux magnitudes entre 1943 et 1970, pour ensuite commencer à diminuer. L'examen d'anciennes observations photographiques a révélé que la brillance de l'étoile augmentait depuis au moins 1900, avec des extrapolations suggérant que le minimum avait eu lieu vers 1880. Dans sa phase de diminution de luminosité, FG Sagittae a commencé à montrer des variations périodiques de 80 jours, qui ont augmenté ensuite jusqu'à 130 jours. En 1992, les variations périodiques ont cessé et sa luminosité a diminué de cinq magnitudes en seulement deux mois. Depuis lors, l'étoile a continué à varier de façon erratique, ressemblant beaucoup à une variable de type R Coronae Borealis.
Le spectre de FG Sagittae a initialement été classé comme celui d’une supergéante bleue (alors notées cB) ; la première classification spectrale fiable obtenue est B0 en 1930, et l'extrapolation des indices de luminosité et de couleur suggère qu'il pourrait avoir été O3 en 1890. Le spectre s'est ensuite progressivement refroidi, la classe spectrale atteignant K2 dans les années 1980. La classe spectrale est depuis restée celle d'une supergéante de type G ou K, mais il y a eu des changements importants. Les abondances de divers éléments ont augmenté ou diminué : les éléments du processus s sont devenus au moins 25 fois plus abondants entre 1967 et 1974 ; les éléments du pic du fer sont devenus moins visibles et les poussières riches en carbone sont devenues très visibles après 1992. Les observations du spectre après 1992 sont entravées par la formation de poussière, mais les éléments issus du processus s et ceux des terres rares semblent avoir continué à devenir plus abondants.

## Nébuleuse planétaire
FS Sagittae est l’étoile centrale de la nébuleuse planétaire faiblement visible Henize 1-5, dont la magnitude visuelle est d'environ 23. Cette nébuleuse s'est formée lorsque FG Sagittae a quitté pour la première fois la branche asymptotique des géantes, et l’étoile perd actuellement de la masse au rythme d’environ une masse solaire (1 M☉) par million d'années, entraînant la formation d’une coquille de poussières autour de l'étoile. Cette coquille pourrait générer une deuxième nébuleuse planétaire.

## Évolution
La température effective de FG Sagittae était d’environ 25 000 K en 1930, était peut-être montée jusqu'à 45 000 K en 1890, et s'est refroidie à environ 5 500 K en 1975. Une analyse détaillée de la distribution spectrale de l'énergie au cours des années 1980 montre une lente diminution de la température, jusqu'à 5 280 K. Des températures encore plus basses ont été estimées lors des minima de brillance depuis 1992, mais ces températures pourraient correspondre à des observations des poussières obscurcissantes plutôt qu’à la surface de l'étoile elle-même.
La luminosité bolométrique de FG Sagittae a augmenté régulièrement, passant d'environ 2 700 L☉ à la fin du 19e siècle à plus de 10 000 L☉ en 1965. La luminosité s’est ensuite plus ou moins stabilisée jusqu'en 1992. À mesure que l'étoile se refroidissait et devenait plus lumineuse, son rayon a augmenté, passant d'environ 1 rayon solaire (R☉) en 1900 à autour de 184 R☉ en 1992.
La forte diminution de luminosité en 1992 correspond à la formation de poussières autour de l’étoile, et les comparaisons de température et de luminosité sont devenues plus difficiles. La luminosité visuelle a chuté d'environ cinq magnitudes, mais magnitude dans l'infrarouge a augmenté d'une quantité comparable. Les modélisations des poussières circumstellaires suggèrent que la luminosité a fortement chuté pendant quelques centaines de jours, à mesure que la poussière se formait et se réchauffait, mais la luminosité stellaire sous-jacente est restée essentiellement constante jusqu'en 2001 au moins.
Les propriétés sous-jacentes de FG Sagittae ont changé sur une échelle de temps presque inédite, passant de celles d'une petite étoile géante post-asymptotique très chaude devenant une naine blanche, à celles d’une supergéante chaude puis à celles d’une supergéante froide. On pense que cela est dû à un flash de l'hélium dans une coquille qui était auparavant inactive depuis que l'étoile avait quitté la branche asymptotique des géantes. C'est ce qu'on appelle une impulsion thermique tardive ou une impulsion thermique très tardive, selon le moment exact où elle se produit. Les modèles décrivent relativement bien le comportement de FG Sagittae, bien que des divergences de détail existent encore.